# Reid
För andra betydelser, se Reid (olika betydelser).
Reid är ett engelskt efternamn. 

## Personer med namnet
- Alyssa Reid (född 1993), kanadensisk sångerska och låtskrivare
- Anne Reid (född 1935), brittisk skådespelare
- Anthony Reid (född 1957), brittisk racerförare

- Beryl Reid (1919–1996), brittisk skådespelare
- Bill Reid (1920–1998), kanadensisk konstnär
- Billy Reid (född 1963), skotsk fotbollsspelare och tränare
- Bobby Reid (född 1993), engelsk fotbollsspelare
- Bobby Decordova-Reid (född 1993), engelsk-jamaicansk fotbollsspelare

- Carl Benton Reid (1893–1973), amerikansk skådespelare

- Dave Reid (född 1964), kanadensisk ishockeyspelare
- David Reid (född 1973), amerikansk boxare
- David Settle Reid (1813–1891), amerikansk politiker
- Derek Reid (1927–2006), brittisk mykolog

- Frances Reid (1914–2010), amerikansk skådespelare

- George Reid (född 1939), skotsk politiker
- Graham Reid (född 1964), australisk landhockeyspelare
- Graeme Reid (född 1948), australisk landhockeyspelare

- Hal Reid (1862–1920), amerikansk skådespelare
- Harry Reid (1939–2021), amerikansk politiker, demokrat, kongressrepresentant och senator för Nevada

- J.R. Reid (född 1968), amerikansk basketspelare
- Jesse Reid (född 1991), kanadensisk skådespelare
- Jim Reid (född 1961), skotsk rockmusiker
- John Reid (född 1947), brittisk politiker labour,  inrikes-, hälso- och försvarsminister
- Jonny Reid (född 1983), nyzeeländsk racerförare
- Junior Reid (född 1965), jamaicansk reggae- och dancehallmusiker

- Keith Reid (född 1946), brittisk rockartist (Procul Harum)
- Kerry Reid (född 1947), australisk tennisspelare

- L.A. Reid (född 1956), amerikansk skivbolagsdirektör

- Patrick Reid (1910–1990), brittisk major och författare
- Peter Reid (född 1956), engelsk fotbollsspelare och tränare

- Richard Reid (född 1973), brittisk terrorist, "skobombaren"
- Robert Reid, 1:e earl Loreburn (1846–1923), brittisk jurist och politiker
- Robin Reid (född 1971), brittisk boxare

- Steven Reid (född 1981), engelsk-irländsk fotbollsspelare
- Suziann Reid(född 1977), amerikansk kortdistanslöpare

- Tara Reid (född 1975), amerikansk skådespelare
- Terry Reid (1949–2025), brittisk rocksångare och gitarrist
- Thomas Reid (1710–1796), skotsk filosof
- Thomas Mayne Reid (1818–1883), skotsk-irländsk-amerikansk författare

- Wallace Reid (1891–1923), ameriaknsk skådespelare och regissör
- Whitelaw Reid (1837–1912), amerikansk politiker, diplomat och publicist
- William Reid (1791–1858), brittisk meteorolog
- Winston Reid (född 1988), nyzeeländsk-dansk fotbollsspelare